# Wärmesenke
Eine Wärmesenke ist ein räumlich begrenzter Bereich oder Körper, der die in ihm gespeicherte oder zugeführte thermische Energie an ein angrenzendes Medium abgibt. Angrenzende Medien können feste Gegenstände, Flüssigkeiten oder Gase sein.

## Anwendungen
In technischen Anwendungen kann dies eine Kühleinrichtung sein, die Abwärme abführt, um eine Überhitzung angeschlossener Bauteile zu verhindern. Auch die Wärme eines Kühlschranks wird von dem außen angebauten Verflüssiger (Kondensator) an die Luft in der Küche abgegeben. Bei einer Wärmepumpe wird Wärme in einem Wärmetauscher (Rohrschlangen oder ähnliches) an das Wasser des Heizungskreislaufs übertragen. Die Wärmeabgabe erfolgt auch hierbei im Verflüssiger, der zusätzlich als Wärmetauscher konstruiert ist. Hintergrund ist jeweils die Physik: Ein Gas gibt Wärme an die Umgebung ab, wenn es in den flüssigen Zustand übergeht. Hier ist es das Kältemittel im Wärmepumpenkreislauf.